# Kedunghardjo
Kedunghardjo is een bestuurslaag in het regentschap Tuban van de provincie Oost-Java, Indonesië. Kedunghardjo telt 1880 inwoners (volkstelling 2010).